# Trenta (Słowenia)
Trenta – wieś w Słowenii, w gminie Bovec. W 2018 roku liczyła 117 mieszkańców.